# Abdirashid Ali Shermarke

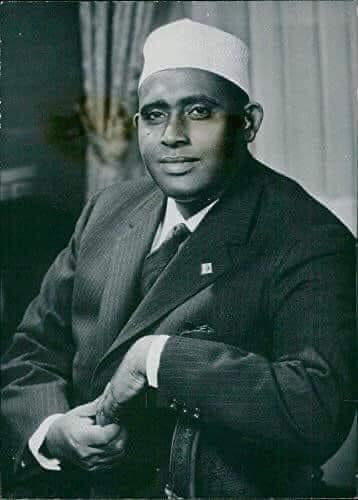
Abdirashid Ali Shermarke

Abdirashid Ali Shermarke, deutsch auch Abdi Raschid Ali Schermarke (somalisch Cabdirashiid Cali Sharma'arke, arabisch عبد الرشيد علي شرماركي Abd ar-Raschid Ali Schirmarki, * 1919 in Harardheere, Hobyo, Somalia; † 15. Oktober 1969) war erster Premierminister und zweiter Präsident Somalias.

## Leben
Abdirashid Ali Shermarke wurde 1919 in Hobyo (Obbia) geboren, das damals Teil Italienisch-Somalilands war. Seine Mutter gehörte dem Somali-Clan der Hawiya an. Shermarke besuchte Koranschulen und beendete seine Grundausbildung 1936. Er wurde Händler, später arbeitete er im öffentlichen Dienst der italienischen Kolonialadministration.
Unmittelbar nach deren Gründung 1943 trat Shermarke der Somalischen Jugendliga (SYL) bei, der ersten politischen Partei Somalias. 1944 arbeitete er in der Verwaltung der Briten, die im Kontext des Zweiten Weltkrieges die italienische Kolonie besetzt hatten. Nach Abschluss seiner höheren Bildung 1953 studierte er in Rom an der Universität La Sapienza Politikwissenschaften.

### Politische Karriere
Nach seiner Rückkehr aus Italien 1959 wurde Shermarke in die gesetzgebende Versammlung des nunmehr italienischen Treuhandgebietes Italienisch-Somaliland gewählt. Nach der gemeinsamen Unabhängigkeit von Italienisch- und Britisch-Somaliland und deren Vereinigung zum Staat Somalia wurde Aden Abdullah Osman Daar von der SYL erster Präsident des Landes. Er machte Shermarke zum ersten Regierungschef und Premierminister einer Koalitionsregierung diverser Parteien.
Im Streit um die Außenpolitik, die Daar stärker an die Sowjetunion, Shermarke mehr an die Blockfreiheit anlehnte, setzte Daar 1964 Shermarke zunächst ab, neuer Premier wurde Abdirizak Haji Hussein. 1964–67 verantwortete dieser einen Grenzkrieg mit dem damals prowestlichen Äthiopien um die von Somali bewohnte Region Ogaden. Doch 1967 stürzte Ex-Ministerpräsident Shermarke mit Hilfe eines von der prowestlichen Fraktion in den sonst von sowjetischen Militärberatern ausgebildeten Streitkräften erzwungenem Coup im Parlament seinen Präsidenten. Neuer Präsident wurde er selbst, zum neuen Premierminister berief er Mohammed Haji Ibrahim Egal, neuer Verteidigungsminister wurde Mohammed Siad Barre.
Am 15. Oktober 1969 wurde Shermarke von einem Leibwächter – nach anderen Angaben von einem Polizisten – ermordet, woraufhin prosowjetische Militärs die Macht übernahmen und Siad Barre zum neuen Präsidenten machten.